# Cảnh sát kỵ binh

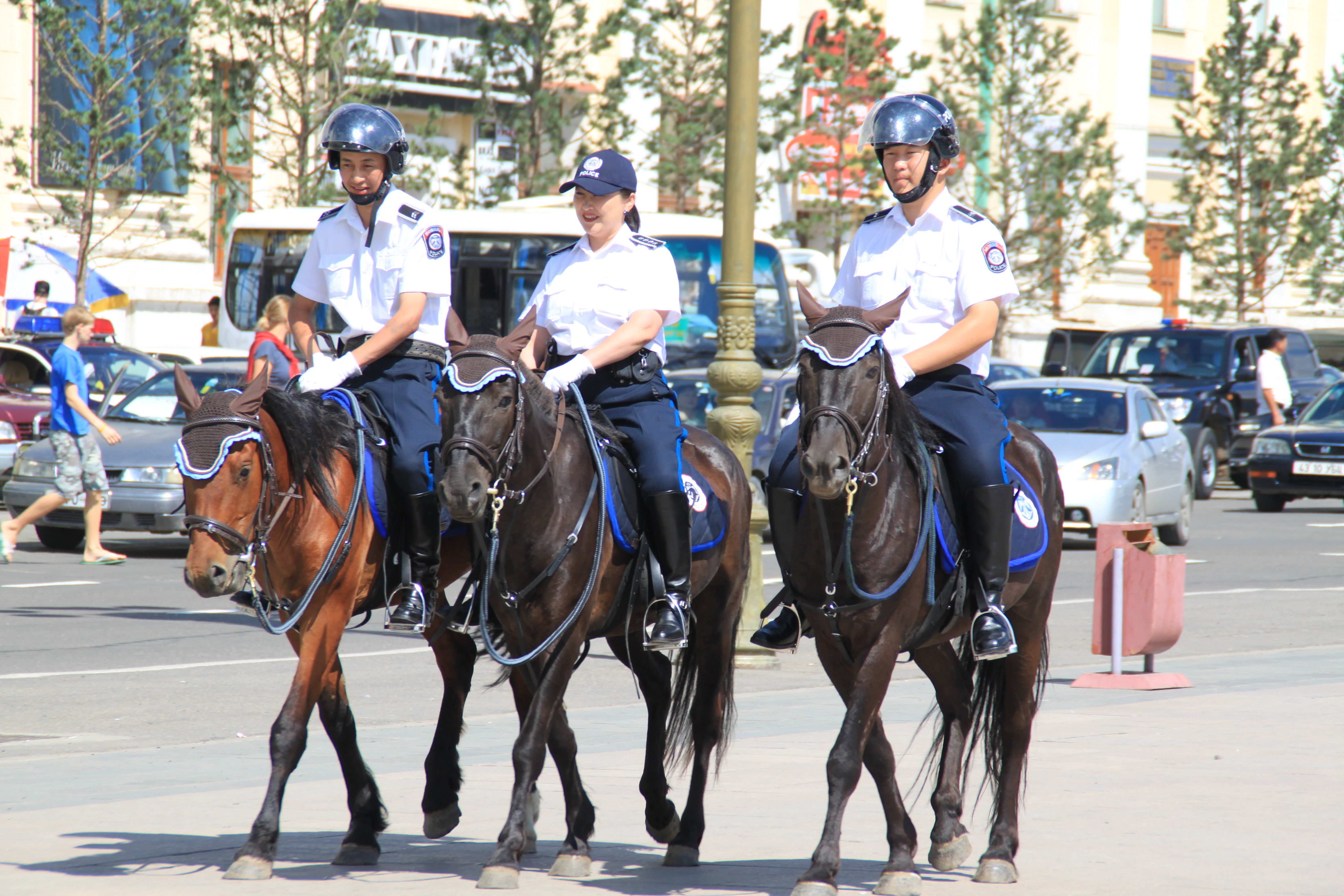
Cảnh sát kỵ binh ở Mông Cổ

Cảnh sát kỵ binh (tiếng Anh: Mounted police) là những cảnh sát thực hiện việc tuần tra bằng cách cưỡi ngựa (hoặc lạc đà). Ngày nay, chức năng thường nhật của họ thường là làm kiểng hoặc tham gia vào các nghi lễ, nhưng họ cũng được sử dụng trong việc kiểm soát đám đông vì lợi thế về khối lượng và chiều cao và khả năng cơ động của lực lượng để phòng chống tội phạm và vai trò kiểm soát tầm nhìn cao nhờ lợi thế quan sát tốt. Sự hiện diện của cảnh sát trên lưng ngựa đặc biệt gây ấn tượng rất mạnh và vì vậy ảnh hưởng tích cực tới an ninh chung.
Cảnh sát kỵ binh hay là một bộ phận hiện đang có trong biên chế của lực lượng thực thi pháp luật của nhiều quốc gia trên thế giới, bằng những lợi ích của mình, cảnh sát kỵ binh vẫn luôn hoạt động tích cực trong cuộc đảm bảo an ninh cũng như xây dựng hình ảnh. Hiện nay có khoảng 40 nước có các đơn vị của lực lượng này. Các quốc gia trên thế giới có cảnh sát kỵ binh như Anh Quốc, Hoa Kỳ, Úc, Bỉ, Brazil, Canada, Đan Mạch, Ấn Độ, Iran, Nam Phi, Israel, Nhật Bản, Jamaica và Việt Nam.

## Lịch sử
Cảnh sát kỵ binh hình thành ở Anh sau đó được áp dụng cho các thuộc địa của vương quốc trong thời kỳ đế quốc Anh ở thế kỷ 19. Quy định về cảnh sát kỵ binh có trong Articles of War (Các Điều khoản chiến tranh) của vua Charles xuất bản năm 1629. Mô hình cảnh sát kỵ binh của Anh sau đó được áp dụng cho các thuộc địa của vương quốc trong thời kỳ đế quốc Anh, các lực lượng cảnh sát kỵ binh được thành lập Châu Phi, Trung Đông, Ấn Độ, Canada và các thuộc địa của Anh ở khu vực Thái Bình Dương. Năm 1758, đội tuần tra kỵ binh phố Bow của London là lực lượng cảnh sát kỵ binh được ghi nhận đầu tiên. Trong giai đoạn từ 1800-1850, các đơn vị cảnh sát kỵ binh được thành lập tại các thành phố như Dublin, Ireland và Calcutta, Ấn Độ.

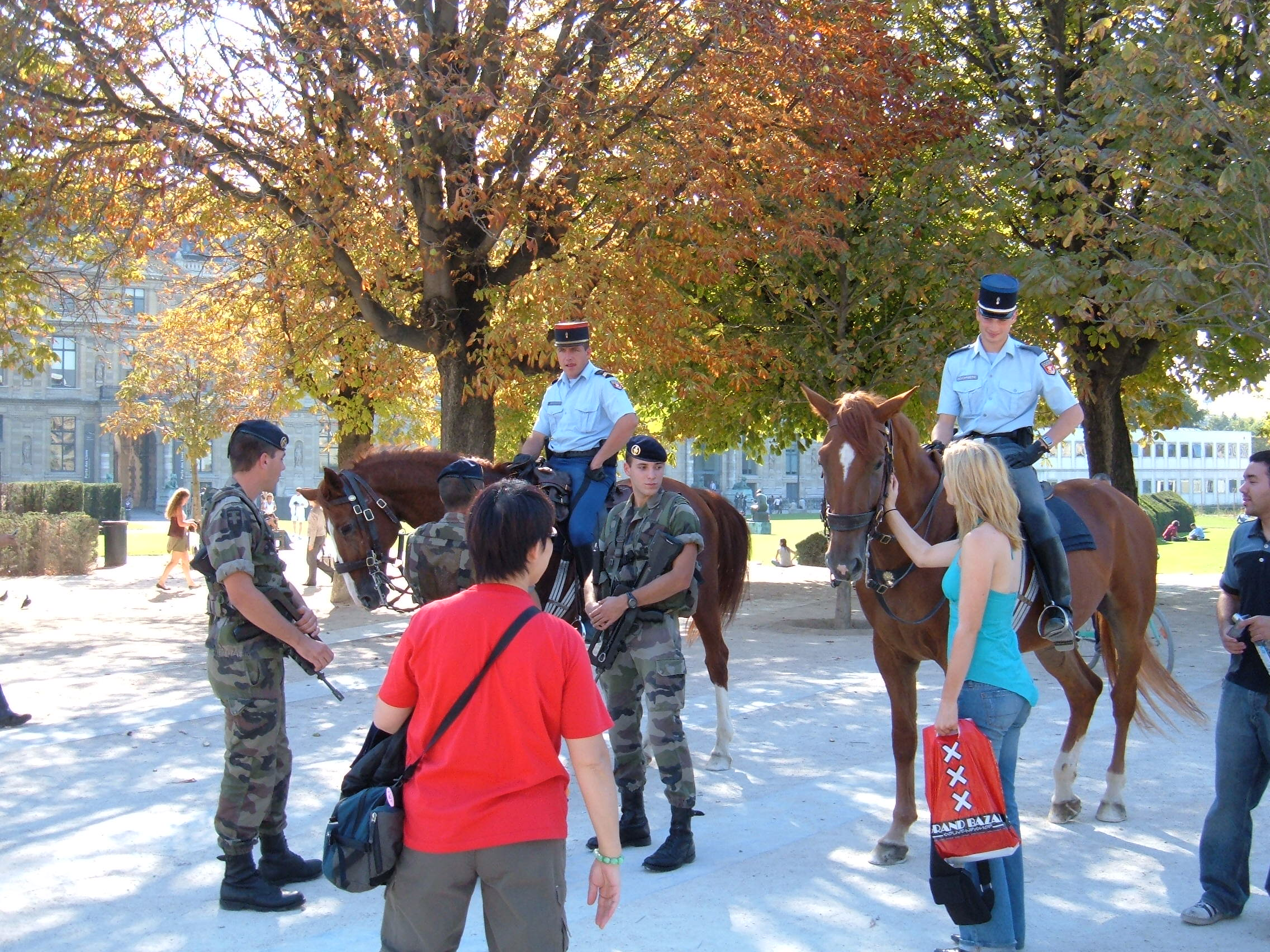
Lực lượng cảnh sát kỵ binh ở Pháp

Đội kỵ binh cảnh sát London hoạt động ổn định từ giữa thế kỷ 19 đến nay, chủ yếu đảm nhận nhiệm vụ tuần tra đô thị, kiểm soát đám đông. Đơn vị kỵ binh cảnh sát đầu tiên của London thành lập năm 1760, làm nhiệm vụ giám sát trật tự tại các trạm gác trên các tuyến đường vùng ngoại ô và ngăn tội phạm. Tuy nhiên, lực lượng kỵ binh cảnh sát này bị giải tán chỉ trong thời gian ngắn sau đó vì không có kinh phí hoạt động. London tái lập lực lượng kỵ binh cảnh sát năm 1802 với tên gọi Đội Kỵ binh Tuần tra phố Bow. Lực lượng này có nhiệm vụ tuần tra các khu vực mới khi thủ đô London mở rộng.
Đội Kỵ binh Tuần tra phố Bow năm 1836 được hợp nhất với Lực lượng Cảnh sát Thủ đô, mô hình cơ quan cảnh sát hiện đại do lãnh đạo phe đối lập quốc hội Anh Robert Peel xây dựng. Sau khi trở thành một đơn vị của cảnh sát thủ đô, kỵ binh cảnh sát London hoạt động ổn định trong thời gian dài. Lực lượng này đảm nhận nhiệm vụ bảo vệ trật tự xã hội, thay cho phương pháp trấn áp bằng quân đội dẫn tới nhiều thảm kịch như Thảm sát Peterloo năm 1819, khi kỵ binh quân đội Anh lao ngựa vào đám đông khoảng 60.000 người đang tập trung ở Manchester đòi cải cách quốc hội, khiến 18 người chết cùng hàng trăm người bị thương. Kỵ binh cảnh sát London bị cắt giảm quy mô trong Thế chiến I do lo ngại về kinh phí hoạt động của lực lượng.
Tuy nhiên, quá trình đô thị hóa nhanh tại London khiến dân số tăng và hình thành các khu dân cư với mức thu nhập thấp, buộc cảnh sát phải triển khai lực lượng tuần tra thường xuyên tại đây. Nhiệm vụ này được giao cho lực lượng kỵ binh cảnh sát. Các đơn vị kỵ binh cảnh sát của Anh ngày nay thực hiện ba chức năng chính là kiểm soát đám đông, tuần tra và tham gia các nghi lễ hay sự kiện công chúng. Ở Anh, cảnh sát kị binh được nhìn thấy nhiều nhất tại các trận đấu bóng đá. Họ cũng tuần tra trên đường phố nhiều thành phố, thị trấn vào ban ngày cũng như ban đêm. Việc tuần tra này vừa tăng cường sự hiện diện thực tế của lực lượng cảnh sát vừa răn đe các đối tượng có ý định phạm tội. Đơn vị này cũng tiến hành tuần tra thông thường trên đường phố và hộ tống đổi gác hoàng gia vào mỗi buổi sáng.
Ngoài mô hình của Anh, cảnh sát kỵ binh truyền thống cũng phát triển ở bang Texas, Mỹ, với đội biệt động Texas Rangers và có ảnh hưởng nhiều nhất đến các bang láng giềng Arizona, New Mexico cũng như ảnh hưởng sang Mexico, trong những năm gần đây, cảnh sát kỵ binh cũng đã được hồi sinh, dù chủ yếu là ở các đô thị thay vì làm nhiệm vụ ở biên giới hoặc khu vực khác. The Houston, đơn vị cảnh sát kị binh của Sở Cảnh sát bang Texas, được thành lập năm 1983 và hiện có 1 trung úy, 4 trung sĩ và 24 cảnh sát viên. Đơn vị này trở nên nổi tiếng hơn vào giữa năm 2008, khi quyết định loại bỏ tất cả móng ngựa đóng cho toàn bộ 38 con ngựa và cho ngựa ăn cũng như chăm sóc chúng theo cách gần gũi với tự nhiên hơn.
Năm 1870, cơ quan cảnh sát Boston, Mỹ đã thuê một sĩ quan kỵ binh và tăng thêm 27 sĩ quan kỵ binh ngay 1 năm sau. Cơ quan cảnh sát New York, Mỹ thành lập đơn vị cảnh sát kỵ binh năm 1871. Những năm 1950, cảnh sát kỵ binh trở nên phổ biến trong các sự kiện công cộng ở Boston và bắt đầu tuần tra ở các công viên, khu vực vui chơi giải trí của thành phố. Một trong những lực lượng cảnh sát kỵ binh nổi tiếng nhất trên thế giới là The United States Park Police Horse Mounted Patrol - USPP (cảnh sát kỵ binh tuần tra công viên Mỹ). Đây là lực lượng thực thi pháp luật sử dụng ngựa có tuổi đời lâu nhất của Hoa Kỳ khi được thành lập từ năm 1934. Được sử dụng bởi cảnh sát Washington DC, New York và San Francisco.
Những năm 1970, cảnh sát kỵ binh được sử dụng thành công để kiểm soát đám đông và bạo loạn trong cuộc khủng hoảng xe buýt trường học ở Boston. Sau khi cắt giảm ngân sách, kỵ binh cảnh sát ở Boston giảm từ 100 xuống còn 16 như thời điểm năm 2000. Nhiều thành phố ở Mỹ có đơn vị cảnh sát kị binh với New York có lực lượng cảnh sát kị binh lớn nhất với 55 con ngựa (tính đến năm 2016). Tuy nhiên, nhiều đơn vị bị giảm nhân lực hoặc bị giải tán trong những năm 2010. Các đơn vị cảnh sát kị binh ở Boston và San Diego bị giải tán năm 2011. Trước khi bị giảm quân số, thành phố New York có 130 cảnh sát kị binh và 125 con ngựa. Đến năm 2011, hai con số này giảm tương ứng còn 79 và 60. Năm 1873, đơn vị thiện xạ kỵ binh North West được thành lập ở Canada. Đơn vị này sau đó tiếp tục trở thành đơn vị cảnh sát kỵ binh hoàng gia Canada.
Ngoài ra, Những lực lượng cảnh sát kỵ binh hiện đại đầu tiên xuất hiện từ đầu thế ky XVIII tại Pháp bởi những con đường có chất lượng kém và yêu cầu cần phải kiểm soát những vùng nông thôn rộng lớn khiến cho cảnh sát kỵ binh là vô cùng cần thiết. Maréchaussée của Pháp (tiền nhiệm trực tiếp của hiến binh và là lực lượng cảnh sát quốc gia đầu tiên theo nghĩa hiện đại) là một đơn vị gồm toàn cảnh sát kị binh hành thành vào đầu thế kỷ 18. Từ thời điểm đó tới đầu thế kỷ 20, nhiều nước châu Âu thành lập, phát triển lực lượng cảnh sát kị binh vì đường sá khó đi và khu vực nông thôn rộng lớn. Sự thành lập các cơ quan thực thi pháp luật có tổ chức ở khắp châu Phi, châu Á và châu Mỹ trong thời kỳ thuộc địa và hậu thuộc địa khiến khái niệm cảnh sát kị binh được chấp nhận gần như trên thế giới.

## Nhiệm vụ

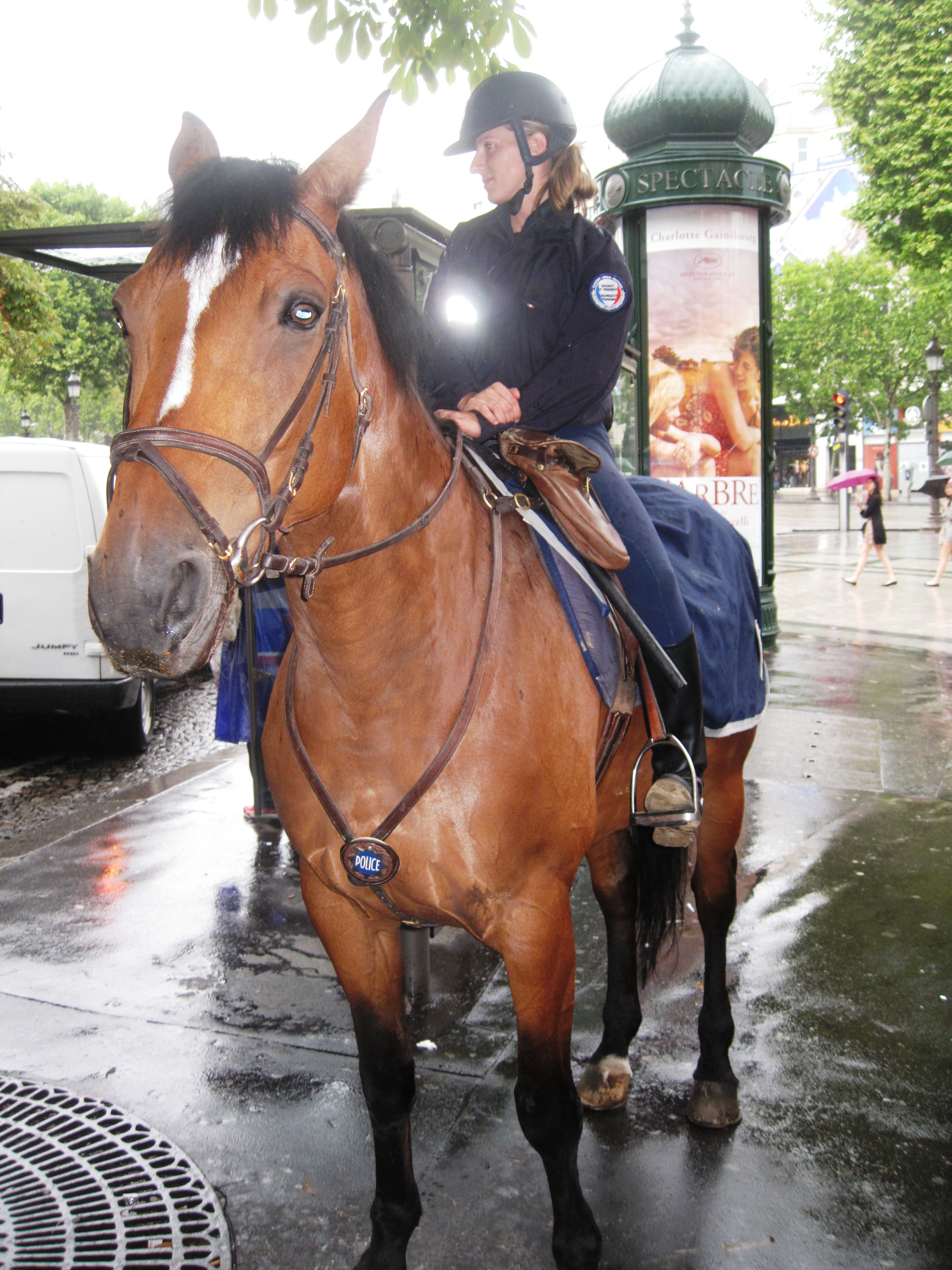
Cảnh sát kỵ binh ở Pháp

Vì tính chất đặc trưng dùng để dẹp biểu tình, bạo loạn quy mô lớn, những con ngựa vừa là công cụ hữu hiệu để duy trì an ninh, vừa là một giải pháp tiết kiệm đáng kể nhân lực, nó là biểu tượng của an ninh khi thực hiện các nhiệm vụ tìm kiếm và cứu hộ khác. Ngoài dẹp loạn và biểu diễn, kỵ binh đa phần hoạt động trong công tác tuần tra. Ngoài ra, nhiệm vụ của kỵ binh cảnh sát cơ động còn là truy bắt tội phạm lẩn trốn ở rừng núi, biên giới, địa hình khó khăn những nơi ôtô, môtô không thể chạy được và dẹp bạo loạn.
Kiểm soát đám đông và giữ trật tự tiếp tục được kỵ binh cảnh sát đảm nhận, bất chấp việc duy trì lực lượng kỵ binh tốn kém hơn. Nhiệm vụ này được giao cho kỵ binh cảnh sát trong thời gian dài, kỵ binh còn có thể được điều động làm nhiệm vụ dẹp bạo loạn, giải tán đám đông. Những con ngựa của kỵ binh cảnh sát được cho là đóng vai trò quan trọng trong nhiệm vụ kiểm soát đám đông, giúp duy trì trật tự phù hợp hơn cảnh sát đi bộ hoặc xe tuần tra do tầm quan sát của sĩ quan tốt hơn khi ngồi trên lưng ngựa. Dân chúng cũng để ý lẫn sợ hãi những con ngựa, vốn có tác dụng trấn áp đám đông tiềm tàng.
Ngoài ra, lực lượng kỵ binh cũng có thể di chuyển tốt và nhanh chóng trong những địa hình đặc biệt như đồi núi, rừng rậm, phù hợp cho các nhiệm vụ cứu hộ cứu nạn khẩn cấp khi mà phương tiện cơ giới nặng nề rất khó khăn để có thể tiếp cận. Kỵ binh cũng có thể vận chuyển vũ khí, lương thực, thực phẩm, hành quân tới vùng sâu, vùng xa, tham gia cứu hộ, cứu nạn; tham gia các nghi thức Nhà nước, kỵ binh sẽ tham gia các cuộc thi, đua ngựa quốc tế để học hỏi, trao đổi kinh nghiệm, phục vụ chiến đấu, tuần tra, xuất hiện ở các điểm du lịch, các dịp kỷ niệm, lễ lớn để tạo sự thân thiên của hình ảnh cảnh sát kỵ binh với bạn bè, du khách quốc tế, sự hiện diện của kỵ binh là cách để thúc đẩy niềm tin của công chúng vào lực lượng thực thi pháp luật, cũng như tạo cảm giác thoải mái nơi công chúng khi tương tác với cảnh sát.

## Trang bị
Giống ngựa tuần tra được sử dụng bởi các lực lượng cảnh sát kỵ binh các nước Âu Mỹ là nhưng giống ngựa châu Âu to lớn, có sức khỏe tốt và sải chân dài, lực chiến rất hoàn hảo tuy nhiên khi vào các trận chiến, chúng thường rất dễ bị hoảng loạn khi nhìn thấy dao kiếm, súng lửa hay đám đông vì thế ngựa tuần tra sử dụng chống bạo động thường có bịt mặt để giúp ngựa tránh những thương tích không đáng có cũng như để hạn chế tầm nhìn. Khi cùng cảnh sát thực hiện nhiệm vụ kiểm soát bạo loạn, ngựa được đeo giáp che mặt làm từ Perspex (nhựa acrylic, thủy tinh hữu cơ trong suốt) để con vật vẫn nhìn được bình thường.
Cảnh sát kị binh thường được trang bị gậy gỗ dài hoặc gậy làm từ polycarbonate (nhựa tổng hợp, polymer nhựa nhiệt dẻo) vì dùi cui tiêu chuẩn không đủ dài để tấn công người đứng trên mặt đất, yên ngựa dành cho cảnh sát kị binh được làm từ chất liệu tổng hợp để giảm khối lượng thay vì làm bằng da tự nhiên vì cảnh sát phải cưỡi ngựa trong tời gian dài và phải mang theo nhiều thiết bị cá nhân. Móng ngựa đóng cho ngựa của cảnh sát kị binh được làm từ các loại kim loại đặc biệt thay vì làm bằng thép để có lực kéo cao hoặc có đế cao su để hợp với khu vực đô thị, nếu móng ngựa làm bằng thép thông thường, ngựa dễ trượt chân khi đi, chạy trên vỉa hè, đế cao su cũng giúp giảm tiếng ồn hơn và giảm tác động tiêu cực tới móng ngựa.